# Mogoșoaia
Mogoșoaia és una comuna a l'oest del comtat d'Ilfov, Muntènia, Romania, composta per un sol poble, Mogoșoaia.
A finals del segle XVII, Constantin Brâncoveanu va comprar terres aquí i, entre 1698 i 1702, va construir el palau de Mogoșoaia.
Segons el cens del 2011, la població de la comuna de Mogoșoaia ascendeix a 7.625 habitants, augmentant en comparació amb el cens anterior del 2002, quan es van registrar 5.232 habitants. La majoria dels habitants són romanesos (86,94%), amb una minoria de gitanos (1,85%). Per al 10,47% de la població, es desconeix l’ètnia. Des del punt de vista confessional, la majoria dels habitants són ortodoxos (86,01%). Per al 10,64% de la població, no es coneix l’afiliació confessional.

## Fills il·lustres
- Raul Costin